# Chrysolina colasi
Chrysolina colasi es un coleóptero de la familia Chrysomelidae.
Fue descrita científicamente en 1952 por Cobos.